# Израильско-тонганские отношения
Израильско-тонганские отношения — двусторонние международные дипломатические, экономические, культурные и иные отношения между Израилем и Тонга.
В 2010 году Израиль был представлен в Тонга почётным консулом, который работал в Иерусалиме. В настоящее время должность посла в Тонга занимает Шеми Цур, который работает в Веллингтоне, Новая Зеландия. Он также является послом Израиля в Самоа, Островах Кука и Ниуэ.

## История
Тонга и Израиль установили дипломатические отношения в 1977 году. Израиль оказывал помощь океанскому государству в основном в области здравоохранения и развития.
В 2010 году были начаты переговоры и в 2011 году отменены визовые формальности для туристических поездок граждан обеих стран.
В 2011 году посол Шеми Цур представил свои вверительные грамоты королю Тупоу V. После этого, тогдашний Председатель Кнессета, а ныне президент Израиля Реувен Ривлин посетил Тонга с официальным визитом. От имени государства Израиль Ривлин привез в Тонга большой груз медицинской помощи для лечения диабета и подарил его тонганскому министерству здравоохранения. В конце того же года делегация тонганских парламентариев посетила Израиль.
В 2012 году Израиль посетила делегация, возглавляемая премьер-министром Тонга Сиале ʻАтаонго Туʻиваканом. Его сопровождали министры образования, здравоохранения и генеральный директор офиса премьер-министра. Тонганская делегация встретилась с израильским президентом, главой правительства и главой МИДа. Делегация также посетила корпуса медицинского факультета при медицинском центре Адасса в Иерусалиме. Кроме того, эксперты CINADCO продемонстрировали им последние достижения в области сельского хозяйства и тепличных технологий.
В 2013 году нынешний израильский посол Йосеф Ливне представил вверительные грамоты королю Тупоу VI и встретился с заместителем главы правительства, министром здравоохранения и гендиректором министерства сельского хозяйства, продовольствия, лесов и рыболовства. Он также принёс в дар министру спорта необходимое снаряжение для игры в футбол от фонда Reagen Milstein.